# Markievicz Park
Markievicz Park è uno stadio irlandese, della Gaelic Athletic Association, situato a Sligo, città del Connacht e capoluogo dell'omonima contea. Ospita le gare casalinghe delle franchige di calcio gaelico ed hurling della contea e prende il proprio nome da Constance Markiewicz, una delle partecipanti alla Sollevazione di Pasqua del 1916, prima donna in assoluto ad entrare nel Dáil Éireann e una delle prime in assoluto a livello mondiale a diventare ministro (nel suo caso del lavoro) del proprio paese.
Nel luglio del 2003, sul campo si tenne il concerto della popband Westlife, originaria di Sligo.